# Compsus argyreus
Espèce
Synonymes
- Curculio argyreus Linnaeus, 1758
- Curculio elegans Olivier, 1807[2]
- Chlorima elegans Olivier, 1807
- Platyomus argyreus[3]

Compsus argyreus est une espèce de coléoptères de la famille des Curculionidae, de la sous-famille des Entiminae et de la tribu des Eustylini. Elle est trouvée en Argentine, en Bolivie, au Brésil, en Équateur, en Guyane française, au Pérou et au Suriname.